# Maria Madalena
Maria Mađalêna (tiếng Hy Lạp: Μαρία ἡ Μαγδαληνή) hay Maria Mácđala (tiếng Anh: Mary Magdalene, Mary of Magdala), cũng gọi là Bà Mađalêna, phiên âm Hán Việt: Mai Đệ Liên, được cả Tân Ước quy điển và Tân Ước ngoại điển miêu tả là một người phụ nữ theo Chúa Giêsu. Bà cũng được Giáo hội Công giáo và Chính Thống giáo Đông phương xem là thánh với ngày lễ mừng vào 22 tháng 7. Tên của bà có nghĩa là "Maria của thành Magdala", một thị trấn nhỏ ở Galilea nằm bên bờ tây của hồ Tiberias. Cuộc đời của bà vẫn còn là đề tài gây tranh luận.

## Liên hệ với Giêsu

### Theo tiểu thuyết
Một số tác giả tiểu thuyết hiện đại, đáng chú ý là các tác giả của cuốn sách Máu Thánh, Chén Thánh (Holy Blood, Holy Grail, 1982) và nhà văn Dan Brown trong tiểu thuyết Mật mã Da Vinci (The Da Vinci Code, 2003), cho rằng: Mary Magdalene là vợ của Giêsu, và việc này đã bị những người xét lại của Kitô giáo tông đồ Phaolô (Pauline Christianity) và các nhà biên tập các sách Phúc Âm lược bỏ.
Các tác giả này trích dẫn các sách không thuộc quy điển và các bản văn của những người theo thuyết Ngộ giáo (Gnosticism) trong các phần chọn lọc để hỗ trợ luận điểm của mình. Trong khi các nguồn tài liệu như Phúc âm Philiphê (không quy điển) miêu tả Mary Magdalene gần gũi với Giêsu hơn bất cứ môn đệ nào khác, nhưng không có tài liệu cổ nào tuyên bố bà là vợ của Giêsu. Người ta nghĩ rằng ý nghĩa ở đây là Mary Magdalene nhận biết được những gì Chúa Giêsu đang nói. Bà hiểu Chúa Giêsu trong khi các tông đồ không hiểu.

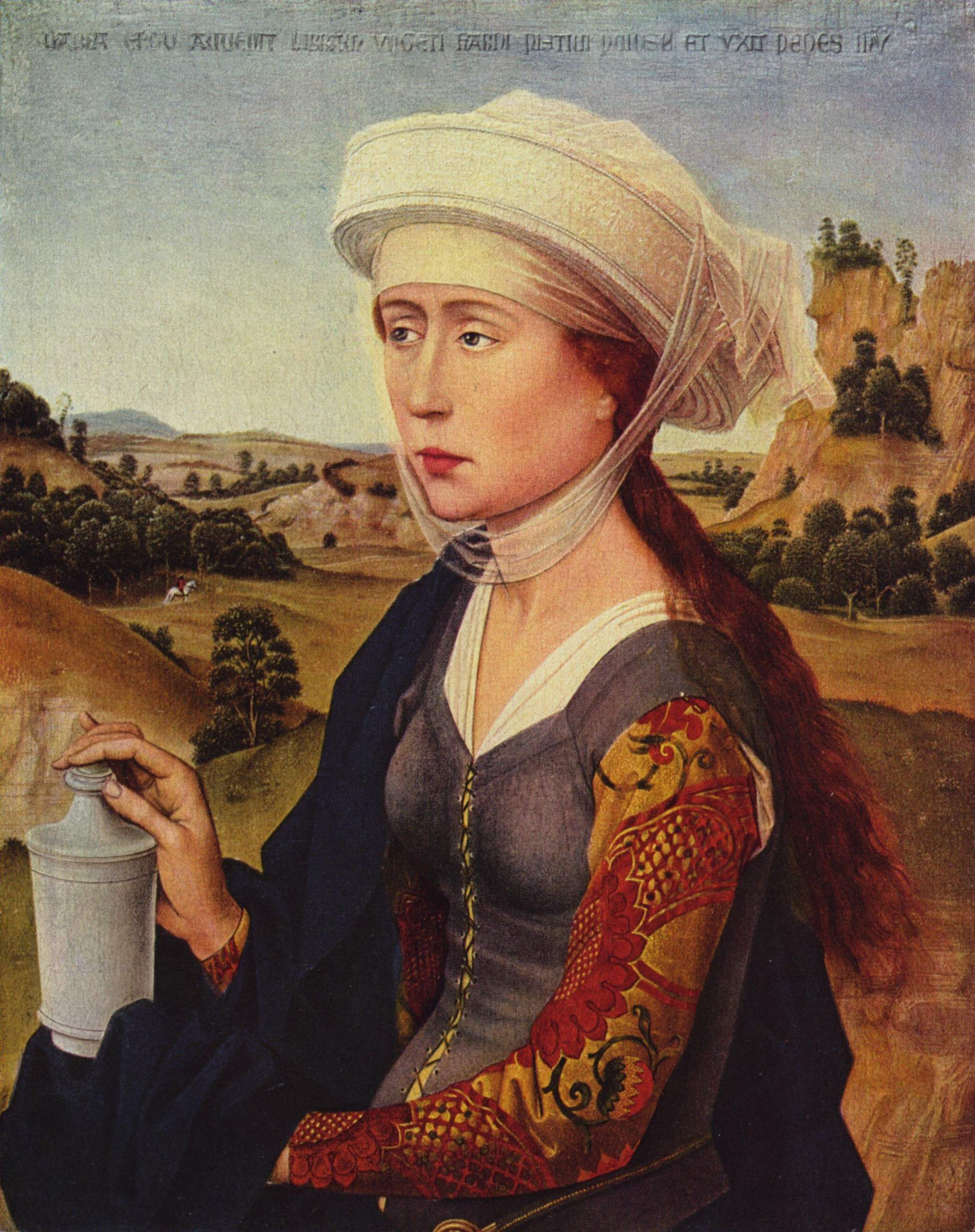
Tranh sơn dầu về Thánh nữ Maria Mađalêna

Một luận điểm hỗ trợ cho sự suy đoán này là đàn ông Do Thái rất hiếm khi độc thân vào thời Chúa Giêsu vì độc thân được xem là vi phạm ý chỉ đầu tiên của Thiên Chúa (mitzvah) — "Hãy sinh sôi nảy nở thật nhiều" (Sách Sáng thế 1:28). Việc một người Do Thái không kết hôn đi thuyết giảng như một rabbi (thầy giảng) như Giêsu là một điều khó nghĩ ra vào thời đó.
Một luận cứ chống lại điều này là Do Thái giáo thời Chúa Giêsu rất đa dạng và vai trò của rabbi không được quy định rõ ràng. Các thầy giảng độc thân như Gioan Tẩy Giả được biết đến trong cộng đồng Do Thái giáo Essenes và Phaolô xứ Tarsus là thí dụ cho các thầy giảng lưu động không kết hôn trong số những tín đồ Kitô giáo, vào lúc mà hầu hết các tín đồ Kitô giáo vẫn thực hành niềm tin Do Thái.
Mary Magdalene xuất hiện với tần suất cao hơn các phụ nữ khác trong các Phúc âm quy điển và được cho thấy là người theo sát Giêsu. Cho dù điều này có xảy ra đi nữa, Giêsu có lẽ được mong đợi là chuẩn bị cho sự chăm sóc đối với bà cũng như đối với mẹ mình. Vì thiếu các tài liệu đương thời, người ta không thể chứng minh được trường hợp này, và trong khi một số người xem ý tưởng này đáng để tin, hầu hết các học giả lại không lấy làm quan trọng.Tuy nhiên, các cuốn sách trên đa phần mang nội dung đối lập với Kitô Giáo, do đó những thông tin kia chưa thể coi là chính xác.

## Văn hóa

### Âm nhạc
- Maria Magdalena (trình bày Sandra) (1985)
- Maria Magdalena (trình bày Jessica Marquez) (2003) (viết lời Việt: Hoài An & trình bày: Hồ Lệ Thu (PBN 81) (2006))
- MAGDALENE  FKA twigs (2019)

### Hội họa
- Penitent Mary Magdalene (Nicolas Régnier) (nửa đầu thế kỷ thứ 17)
- The Penitent Magdalene (Domenico Tintoretto) (c. 1598)
- Saint Mary Magdalene  (Rogier van der Weyden) (c. 1450 - 1452)

...

### Điêu khắc
- Ascension Of Mary Magdalene (Tilman Riemenschneider) (1490 - 1492)
- Maria Magdalena (Gregor Erhart) (d. 1525)
- Penitent Magdalene (Donatello) (c. 1454)

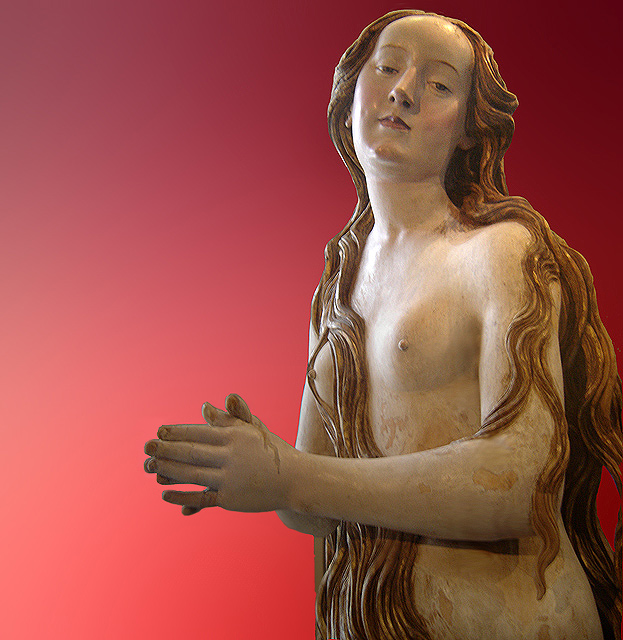
Tượng Maria Mađalêna ở Louvre, Paris, Pháp

...